# Germano Bulgarelli
Germano Bulgarelli (Reggio nell'Emilia, 30 ottobre 1932 – Bologna, 3 luglio 2014) è stato un politico italiano.

## Biografia
Nato a Reggio Emilia e cresciuto nel carpigiano, venne eletto in consiglio comunale a Modena nel 1960, mentre dal 1964 al 1970 ricoprì l'incarico di assessore all'urbanistica, dirigendo la formazione del piano regolatore generale del 1965. Eletto alla Regione Emilia-Romagna nel 1970, fu assessore alla sanità fino al 1972.
Dal 1972 al 1980 fu sindaco di Modena.
Ricoprì nuovamente la carica di assessore regionale, con deleghe al bilancio e programmazione, dal 1980 al 1987.